# Grand Prix Las Vegas 2023
Grand Prix Las Vegas 2023 (oficiálně Formule 1 Heineken Silver Las Vegas Grand Prix 2023) se jela na okruhu Las Vegas Strip Circuit v Las Vegas v USA dne 18. listopadu 2023. Závod byl dvacátým prvním v pořadí v sezóně 2023 šampionátu Formule 1.

## Pozadí
Akce se konala od 16. do 18. listopadu. Vůbec poprvé se jel závod formule 1 pod názvem Grand Prix Las Vegas. Zároveň se jednalo o historicky 1 100. závod formule 1. V Las Vegas se jelo poprvé od roku 1982, kdy se zde konala Grand Prix Caesars Palace, kterou vyhrál Michele Alboreto. Závod se jel v okolí bulváru Las Vegas Strip na zcela nové silniční trati. Ve Spojených státech to byl třetí závod v rámci jedné sezóny Formule 1, což se naposledy povedlo v roce 1982.
Závod se jel v sobotu 18. listopadu 2023 ve 22:00 místního času, jednalo se tak o první závod od Grand Prix Jižní Afriky v roce 1985, který se nejel v neděli.

## Kvalifikace
Kvalifikace se uskutečnila 18. listopadu 2023 v 00:00 místního času (UTC-8).
| Poř.                        | Č. | Jezdec           | Konstruktér                  | Časy v kvalifikaci | Časy v kvalifikaci | Časy v kvalifikaci | Pořadí na startu |
| Poř.                        | Č. | Jezdec           | Konstruktér                  | Q1                 | Q2                 | Q3                 | Pořadí na startu |
| --------------------------- | -- | ---------------- | ---------------------------- | ------------------ | ------------------ | ------------------ | ---------------- |
| 1                           | 16 | Charles Leclerc  | Ferrari                      | 1:33.617           | 1:32.775           | 1:32.726           | 1                |
| 2                           | 55 | Carlos Sainz Jr. | Ferrari                      | 1:33.851           | 1:33.338           | 1:32.770           | 12               |
| 3                           | 1  | Max Verstappen   | Red Bull Racing-Honda RBPT   | 1:34.190           | 1:33.572           | 1:33.104           | 2                |
| 4                           | 63 | George Russell   | Mercedes                     | 1:34.137           | 1:33.351           | 1:33.112           | 3                |
| 5                           | 10 | Pierre Gasly     | Alpine-Renault               | 1:34.272           | 1:33.494           | 1:33.239           | 4                |
| 6                           | 23 | Alexander Albon  | Williams-Mercedes            | 1:34.634           | 1:33.588           | 1:33.323           | 5                |
| 7                           | 2  | Logan Sargeant   | Williams-Mercedes            | 1:34.525           | 1:33.733           | 1:33.513           | 6                |
| 8                           | 77 | Valtteri Bottas  | Alfa Romeo-Ferrari           | 1:34.305           | 1:33.809           | 1:33.525           | 7                |
| 9                           | 20 | Kevin Magnussen  | Haas-Ferrari                 | 1:34.337           | 1:33.664           | 1:33.537           | 8                |
| 10                          | 14 | Fernando Alonso  | Aston Martin Aramco-Mercedes | 1:34.422           | 1:33.617           | 1:33.555           | 9                |
| 11                          | 44 | Lewis Hamilton   | Mercedes                     | 1:34.307           | 1:33.837           |                    | 10               |
| 12                          | 11 | Sergio Pérez     | Red Bull Racing-Honda RBPT   | 1:34.574           | 1:33.855           |                    | 11               |
| 13                          | 27 | Nico Hülkenberg  | Haas-Ferrari                 | 1:34.265           | 1:33.979           |                    | 13               |
| 14                          | 18 | Lance Stroll     | Aston Martin Aramco-Mercedes | 1:34.504           | 1:34.199           |                    | 19               |
| 15                          | 3  | Daniel Ricciardo | AlphaTauri-Honda RBPT        | 1:34.683           | 1:34.308           |                    | 14               |
| 16                          | 4  | Lando Norris     | McLaren-Mercedes             | 1:34.703           |                    |                    | 15               |
| 17                          | 31 | Esteban Ocon     | Alpine-Renault               | 1:34.834           |                    |                    | 16               |
| 18                          | 24 | Čou Kuan-jü      | Alfa Romeo-Ferrari           | 1:34.849           |                    |                    | 17               |
| 19                          | 81 | Oscar Piastri    | McLaren-Mercedes             | 1:34.850           |                    |                    | 18               |
| 20                          | 22 | Júki Cunoda      | AlphaTauri-Honda RBPT        | 1:36.447           |                    |                    | 20               |
| 107 % času vítěze: 1:40.170 |    |                  |                              |                    |                    |                    |                  |
| Zdroj:                      |    |                  |                              |                    |                    |                    |                  |

Poznámky
1. ↑  Carlos Sainz Jr. obdržel penalizaci 10 míst na startu za překročení maximálního povoleného počtu baterií.
2. ↑  Lance Stroll obdržel penalizaci 5 míst na startu za předjíždění pod žlutými vlajkami v Q3.

## Závod
Závod se uskutečnil 18. listopadu 2023 ve 22:00 místního času (UTC-8).
| Poř.                                                                      | No. | Jezdec           | Konstruktér                  | Počet kol | Čas/Odstoupení | Start | Body |
| ------------------------------------------------------------------------- | --- | ---------------- | ---------------------------- | --------- | -------------- | ----- | ---- |
| 1                                                                         | 1   | Max Verstappen   | Red Bull Racing-Honda RBPT   | 50        | 1:29:08.289    | 2     | 25   |
| 2                                                                         | 16  | Charles Leclerc  | Ferrari                      | 50        | +2.070         | 1     | 18   |
| 3                                                                         | 11  | Sergio Pérez     | Red Bull Racing-Honda RBPT   | 50        | +2.241         | 11    | 15   |
| 4                                                                         | 31  | Esteban Ocon     | Alpine-Renault               | 50        | +18.665        | 16    | 12   |
| 5                                                                         | 18  | Lance Stroll     | Aston Martin Aramco-Mercedes | 50        | +20.067        | 19    | 10   |
| 6                                                                         | 55  | Carlos Sainz Jr. | Ferrari                      | 50        | +20.834        | 12    | 8    |
| 7                                                                         | 44  | Lewis Hamilton   | Mercedes                     | 50        | +21.755        | 10    | 6    |
| 8                                                                         | 63  | George Russell   | Mercedes                     | 50        | +23.091        | 3     | 4    |
| 9                                                                         | 14  | Fernando Alonso  | Aston Martin Aramco-Mercedes | 50        | +25.964        | 9     | 2    |
| 10                                                                        | 81  | Oscar Piastri    | McLaren-Mercedes             | 50        | +29.496        | 18    | 2    |
| 11                                                                        | 10  | Pierre Gasly     | Alpine-Renault               | 50        | +34.270        | 4     |      |
| 12                                                                        | 23  | Alexander Albon  | Williams-Mercedes            | 50        | +43.398        | 5     |      |
| 13                                                                        | 20  | Kevin Magnussen  | Haas-Ferrari                 | 50        | +44.825        | 8     |      |
| 14                                                                        | 3   | Daniel Ricciardo | AlphaTauri-Honda RBPT        | 50        | +48.525        | 14    |      |
| 15                                                                        | 24  | Čou Kuan-jü      | Alfa Romeo-Ferrari           | 50        | +50.162        | 17    |      |
| 16                                                                        | 2   | Logan Sargeant   | Williams-Mercedes            | 50        | +50.882        | 6     |      |
| 17                                                                        | 77  | Valtteri Bottas  | Alfa Romeo-Ferrari           | 50        | +1:25.350      | 7     |      |
| 18                                                                        | 22  | Júki Cunoda      | AlphaTauri-Honda RBPT        | 46        | Převodovka     | 20    |      |
| 19                                                                        | 27  | Nico Hülkenberg  | Haas-Ferrari                 | 45        | Motor          | 13    |      |
| Ret                                                                       | 4   | Lando Norris     | McLaren-Mercedes             | 2         | Nehoda         | 15    |      |
| Nejrychlejší kolo: Oscar Piastri (McLaren-Mercedes) – 1:35.490 (47. kolo) |     |                  |                              |           |                |       |      |
| Zdroj:                                                                    |     |                  |                              |           |                |       |      |

Poznámky
1. ↑  George Russell skončil 4., ale obdržel penalizaci 5 sekund za způsobení kolize s Maxem Verstappenem.
2. ↑  Včetně bodu za nejrychlejší kolo.
3. 1 2  Júki Cunoda a Nico Hülkenberg byli klasifikováni, jelikož odjeli více než 90 % délky závodu.

## Průběžné pořadí po závodě
|        | Pořadí | Jezdec           | Body |
| ------ | ------ | ---------------- | ---- |
|        | 1      | Max Verstappen*  | 549  |
|        | 2      | Sergio Pérez     | 273  |
|        | 3      | Lewis Hamilton   | 232  |
| 2      | 4      | Carlos Sainz Jr. | 200  |
| 1      | 5      | Fernando Alonso  | 200  |
| Zdroj: |        |                  |      |

|        | Pořadí | Konstruktér                  | Body |
| ------ | ------ | ---------------------------- | ---- |
|        | 1      | Red Bull Racing-Honda RBPT*  | 822  |
|        | 2      | Mercedes                     | 392  |
|        | 3      | Ferrari                      | 388  |
|        | 4      | McLaren-Mercedes             | 284  |
|        | 5      | Aston Martin Aramco-Mercedes | 273  |
| Zdroj: |        |                              |      |